# Inden
För andra betydelser, se Inden (olika betydelser).

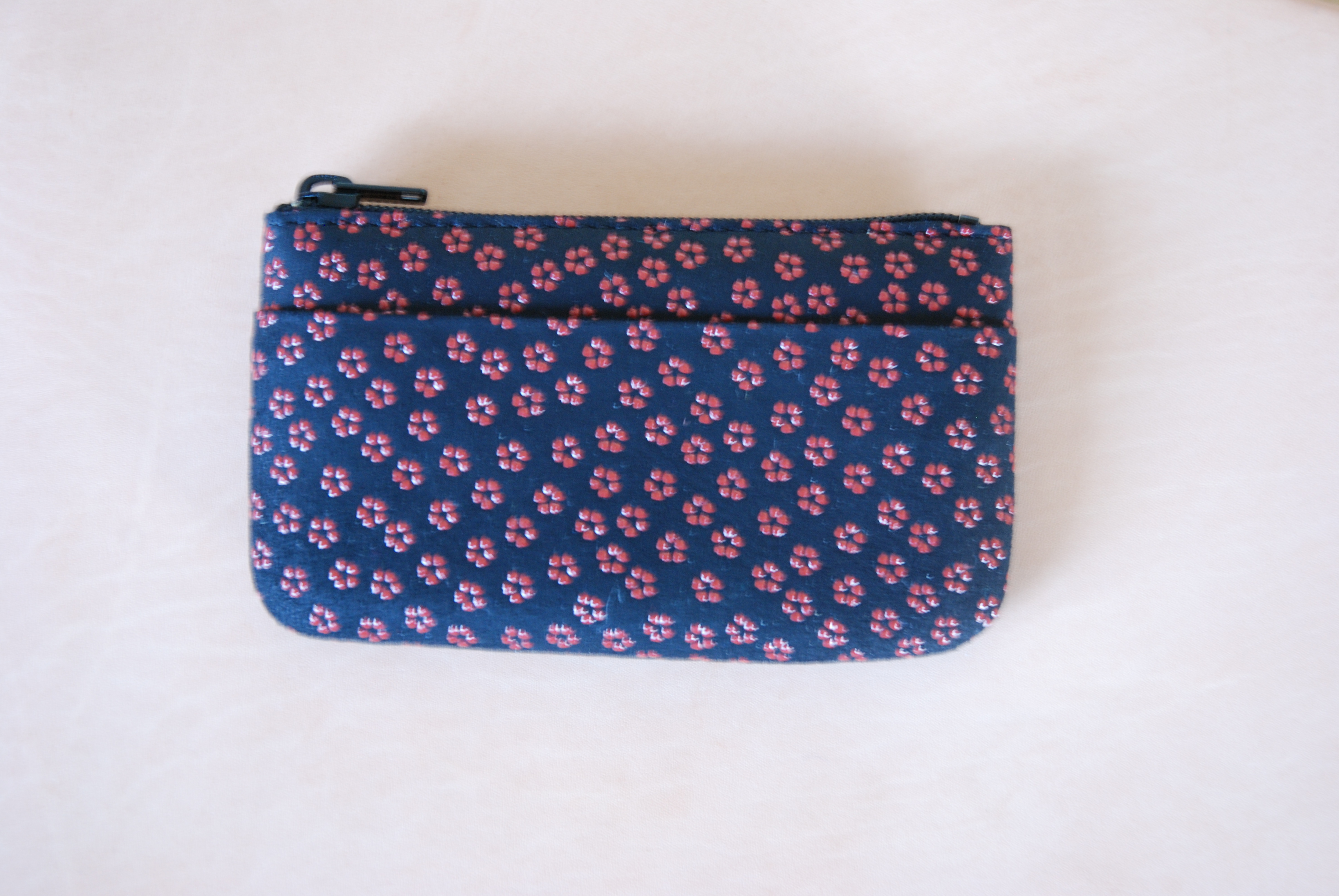
Börs i indenteknik med traditionellt krysantemummönster

Inden, med japansk skrift 印伝, ibland Kōshū-inden, är ett japanskt konsthantverk, där hjortskinn färgas samt mönsterdekoreras med eller utan lack. 

## Historik
Konsthantverk av bearbetat och dekorerat hjortskinn, har funnits i Japan sedan Naraperioden på 700-talet, då det användes för att klä lådor att förvara böcker i. I början 1600-talet, under den tidiga Edoperioden, influerades detta japanska konsthanterk av produkter från Indien som infördes av västerländska handelsmän. Dessa medförde hjortskinnskonsthantverk med intrikta mönster från Indien som gåvor till stormän i Tokugawa-shogunatet i Edo. 
Tillverkningen skedde i ett område med staden Kofu i centrum, i nuvarande prefekturen Yamanashi, ett område som är centrum för inden-hantverk än idag. Samurajer använde i det smidiga och rubusta inden-hjortskinnet som dekorativa element på hjälmar och kroppsskydd, och i övrigt användes det för penningpåsar och cigarettfodral.
Det numera mest kända inden-konsthantverket är plånböcker, portmonnäer, glasögonfodral och andra accessoarer med reliefmönster i naturlack. Det finns i Kofu och trakten runtomkring idag sex hantverksföretag med 95 personer sysselsatta, varav två av regeringen licensierade mästerhantverkare.

## Tillverkningssätt

### Fusube-tekniken
Lädret färgas och mönstersätts med rök. Hjortskinnet sveps runt en roterande cylinder och ett pappersmönster appliceras på lädret. Därefter används rök från brinnande halm, tallrötter och kåda för att trycka in mönstret i lädret. Röken ändrar lädrets färg från brunt till gult och skapar ett mörk mönster på detta.

### Sarasa-tekniken
Vätskemetoden innebär att lädret doppas i vätskebad och färgas i svart, mörkblått, ljusbrunt eller vinrött. Mönster på papper appliceras därefter på det färgade lädret och trycks in, ibland i flera färger i olika omgångar.

### Lackerings-tekniken
Lackering är den mest kända inden-tekniken. Lädret lackeras efter färgning med naturlack. En mall av japanpapper läggs över skinnet och lacket penslas över hålen i mallen med en spatel i omgångar. Lacket torkar på lädret och formar ett reliefmönster, som är mjukt vid beröring och som ändrar färg med tiden.
Mönstren är traditionella och symbolfyllda.  De mönster, som favoriserades av samurajerna, har till exempel symboler för styrka och vighet som trollsländor och iris.